# Gojbulja
Gojbulja (serbiska: Гојбуља, albanska: Gojbulë, Gojbujë) är en ort i Kosovo. Den ligger i den norra delen av landet, 24 km nordväst om huvudstaden Priština. Gojbulja ligger 565 meter över havet och antalet invånare är 588.
Terrängen runt Gojbulja är kuperad norrut, men söderut är den platt. Runt Gojbulja är det ganska tätbefolkat, med 222 invånare per kvadratkilometer. Närmaste större samhälle är Mitrovicë, 10,9 km väster om Gojbulja. Trakten runt Gojbulja består till största delen av jordbruksmark.